# Quicken Loans National
De Quicken Loans National, ook bekend als kortweg The National en voorheen bekend als de AT&T National, is een golftoernooi in de Verenigde Staten dat deel uitmaakt van de Amerikaanse PGA Tour. Het toernooi werd in 2007 opgericht door golfprofessional Tiger Woods. Sinds 2012 vindt het toernooi plaats op de Congressional Country Club in Bethesda (Maryland).

## Geschiedenis

Tiger Woods op de AT&T National, in 2009

De eerste editie vond in 2007 plaats op de Congressional Country Club in Bethesda en werd gewonnen door de Zuid-Koreaan K.J. Choi. Het toernooi verving The International, een golftoernooi dat bestond van 1986 tot 2006. Van 2007 tot 2013 droeg het toernooi de naam AT&T National.
In 2010 en 2011 verhuisde het toernooi tijdelijk naar de Aronimink Golf Club in Delaware County (Pennsylvania). In 2012 keerde het toernooi terug naar de Congressional Country Club en wordt sindsdien de thuisbasis van dit toernooi.
De trofee is een kleine replica van het Capitool in Washington D.C.
In 2012 won de organisator Tiger Woods voor de tweede keer dit toernooi en tevens zijn 74ste zege op de Amerikaanse PGA Tour. Hij stak daarmee Jack Nicklaus voorbij (73 overwinningen) en kwam op de tweede plaats van de eeuwige winnaarslijst, na Sam Snead met 82 overwinningen.
Sinds 2014 wordt het toernooi georganiseerd onder de naam Quicken Loans National. In 2018 organiseerde men de laatste editie.

## Winnaars
| Jaar                   | Golfclub                     | Winnaar            | Score         | Score         | Info                                   |
| AT&T National          | AT&T National                | AT&T National      | AT&T National | AT&T National | AT&T National                          |
| ---------------------- | ---------------------------- | ------------------ | ------------- | ------------- | -------------------------------------- |
| 2007                   | Congressional Country Club   | K.J. Choi          | 271           | –9            |                                        |
| 2008                   | Congressional Country Club   | Anthony Kim        | 268           | –12           |                                        |
| 2009                   | Congressional Country Club   | Tiger Woods        | 267           | –13           |                                        |
| 2010                   | Aronimink Golf Club          | Justin Rose        | 270           | –10           |                                        |
| 2011                   | Aronimink Golf Club          | Nick Watney        | 267           | –13           |                                        |
| 2012                   | Congressional Country Club   | Tiger Woods        | 276           | –8            |                                        |
| 2013                   | Congressional Country Club   | Bill Haas          | 272           | –12           |                                        |
| Quicken Loans National |                              |                    |               |               |                                        |
| 2014                   | Congressional Country Club   | Justin Rose po     | 280           | –4            | Won de play-off van Shawn Stefani      |
| 2015                   | Robert Trent Jones Golf Club | Troy Merritt       | 266           | –18           |                                        |
| 2016                   | Congressional Country Club   | Billy Hurley III   | 267           | –17           |                                        |
| 2017                   | TPC Potomac at Avenel Farm   | Kyle Stanley po    | 273           | –7            | Won de play-off van Charles Howell III |
| 2018                   | TPC Potomac at Avenel Farm   | Francesco Molinari | 259           | –21           |                                        |

| Toernooirecord |  | po = winnaar na play-off |

### Meervoudige winnaars
Golfers die dit toernooi minstens twee keer wonnen:
- Tiger Woods: 2009 & 2012
- Justin Rose: 2010 & 2014